# 艾亭镇
艾亭镇，是中华人民共和国安徽省阜阳市临泉县下辖的一个乡镇级行政单位。

## 行政区划
艾亭镇下辖以下地区：
艾亭村、艾西村、大西村、艾北村、王新桥村、桃花村、李庄村、房庄村、大谢庄村、范庄村、刘大村和杨寺村。